# Raillimont
Raillimont és un municipi francès situat al departament de l'Aisne i a la regió dels Alts de França. L'any 2007 tenia 85 habitants.

## Demografia

### Població
El 2007 la població de fet de Raillimont era de 85 persones. Hi havia 36 famílies de les quals 8 eren unipersonals (4 homes vivint sols i 4 dones vivint soles), 16 parelles sense fills, 8 parelles amb fills i 4 famílies monoparentals amb fills.
La població ha evolucionat segons el següent gràfic:
Habitants censats

### Habitatges
El 2007 hi havia 38 habitatges, 35 eren l'habitatge principal de la família, 1 era una segona residència i 2 estaven desocupats. 37 eren cases i 1 era un apartament. Dels 35 habitatges principals, 30 estaven ocupats pels seus propietaris i 5 estaven llogats i ocupats pels llogaters; 2 tenien tres cambres, 15 en tenien quatre i 18 en tenien cinc o més. 24 habitatges disposaven pel capbaix d'una plaça de pàrquing. A 13 habitatges hi havia un automòbil i a 17 n'hi havia dos o més.

### Piràmide de població
La piràmide de població per edats i sexe el 2009 era:
| Homes | Edats   | Dones |
| ----- | ------- | ----- |
| 0     | 95 o +  | 0     |
| 0     | 90 a 94 | 0     |
| 0     | 85 a 89 | 0     |
| 0     | 80 a 84 | 4     |
| 0     | 75 a 79 | 0     |
| 0     | 70 a 74 | 0     |
| 4     | 65 a 69 | 0     |
| 0     | 60 a 64 | 0     |
| 4     | 55 a 59 | 0     |
| 0     | 50 a 54 | 4     |
| 4     | 45 a 49 | 0     |
| 4     | 40 a 44 | 4     |
| 4     | 35 a 39 | 4     |
| 4     | 30 a 34 | 0     |
| 0     | 25 a 29 | 4     |
| 0     | 20 a 24 | 8     |
| 0     | 15 a 19 | 4     |
| 4     | 10 a 14 | 8     |
| 4     | 5 a 9   | 0     |
| 0     | 0 a 4   | 0     |

## Economia
El 2007 la població en edat de treballar era de 48 persones, 37 eren actives i 11 eren inactives. De les 37 persones actives 35 estaven ocupades (18 homes i 17 dones) i 2 estaven aturades (1 home i 1 dona). De les 11 persones inactives 5 estaven jubilades, 2 estaven estudiant i 4 estaven classificades com a «altres inactius».
Activitats econòmiques
L'únic establiment que hi havia el 2007 era d'una empresa de construcció.
L'únic servei als particulars que hi havia el 2009 era un electricista.
L'any 2000 a Raillimont hi havia 7 explotacions agrícoles que ocupaven un total de 308 hectàrees.

## Poblacions més properes
El següent diagrama mostra les poblacions més properes.